# Grande Prémio de Portugal de 1995
Resultados do Grande Prémio de Portugal de Fórmula 1 realizado em Estoril em 24 de setembro de 1995. Décima terceira etapa da temporada, na qual o britânico David Coulthard, da Williams-Renault, venceu pela primeira vez em sua carreira.

## Resumo
Este GP é lembrado pelo acidente sofrido por Ukyo Katayama. A Tyrrell-Yamaha do japonês bateu no carro de Luca Badoer e após descolar, bateu novamente contra o guard-rail, voltando à pista bastante danificada. Além de Katayama e Badoer, envolveram-se no acidente os pilotos da Forti (Roberto Moreno e Pedro Paulo Diniz) e os italianos Andrea Montermini (Pacific-Ford) e Massimiliano Papis (Footwork-Ford). O japonês foi levado ao hospital e, apesar de não ter sofrido ferimentos graves, foi impedido de correr o GP da Europa, quando Gabriele Tarquini foi o substituto.

## Classificação da prova

### Treinos oficiais
| Pos.   | Nº | Piloto                   | Construtor         | Tempo Q1  | Tempo Q2 | Diferença |
| ------ | -- | ------------------------ | ------------------ | --------- | -------- | --------- |
| 1      | 6  | David Coulthard          | Williams-Renault   | 1:21.423  | 1:20.537 | —         |
| 2      | 5  | Damon Hill               | Williams-Renault   | 1:21.322  | 1:20.905 | + 0.368   |
| 3      | 1  | Michael Schumacher       | Benetton-Renault   | 1:21.885  | 1:21.301 | + 0.764   |
| 4      | 28 | Gerhard Berger           | Ferrari            | 1:22.281  | 1:21.970 | + 1.433   |
| 5      | 30 | Heinz-Harald Frentzen    | Sauber-Ford        | 1:23.485  | 1:22.226 | + 1.689   |
| 6      | 2  | Johnny Herbert           | Benetton-Renault   | 1:23.786  | 1:22.322 | + 1.785   |
| 7      | 27 | Jean Alesi               | Ferrari            | 1:22.656  | 1:22.391 | + 1.854   |
| 8      | 14 | Rubens Barrichello       | Jordan-Peugeot     | 1:23.142  | 1:22.538 | + 2.001   |
| 9      | 25 | Martin Brundle           | Ligier-Mugen/Honda | 1:23.244  | 1:22.588 | + 2.051   |
| 10     | 15 | Eddie Irvine             | Jordan-Peugeot     | 1:22.957  | 1:22.831 | + 2.294   |
| 11     | 26 | Olivier Panis            | Ligier-Mugen/Honda | 1:23.284  | 1:22.904 | + 2.367   |
| 12     | 7  | Mark Blundell            | McLaren-Mercedes   | 1:24.583  | 1:22.914 | + 2.377   |
| 13     | 8  | Mika Häkkinen            | McLaren-Mercedes   | 1:23.064  | 1:23.114 | + 2.527   |
| 14     | 29 | Jean-Christophe Boullion | Sauber-Ford        | Sem tempo | 1:23.934 | + 3.397   |
| 15     | 4  | Mika Salo                | Tyrrell-Yamaha     | 1:24.942  | 1:23.936 | + 3.399   |
| 16     | 3  | Ukyo Katayama            | Tyrrell-Yamaha     | 1:24.631  | 1:24.287 | + 3.750   |
| 17     | 23 | Pedro Lamy               | Minardi-Ford       | 1:26.210  | 1:24.657 | + 4.120   |
| 18     | 24 | Luca Badoer              | Minardi-Ford       | 1:25.746  | 1:24.778 | + 4.241   |
| 19     | 10 | Taki Inoue               | Footwork-Hart      | 1:24.883  | 1:25.031 | + 4.346   |
| 20     | 9  | Massimiliano Papis       | Footwork-Hart      | 1:25.696  | 1:25.179 | + 4.642   |
| 21     | 17 | Andrea Montermini        | Pacific-Ford       | 1:27.659  | 1:26.172 | + 5.634   |
| 22     | 21 | Pedro Paulo Diniz        | Forti-Ford         | 1:29.137  | 1:27.292 | + 6.755   |
| 23     | 22 | Roberto Moreno           | Forti-Ford         | 1:28.672  | 1:27.523 | + 6.986   |
| 24     | 16 | Jean-Denis Délétraz      | Pacific-Ford       | Sem tempo | 1:32.769 | + 12.232  |
| Fonte: |    |                          |                    |           |          |           |

### Corrida
| Pos.   | Nº | Piloto                   | Construtor         | Voltas | Tempo/Diferença | Grid | Pontos |
| ------ | -- | ------------------------ | ------------------ | ------ | --------------- | ---- | ------ |
| 1      | 6  | David Coulthard          | Williams-Renault   | 71     | 1:41:52.145     | 1    | 10     |
| 2      | 1  | Michael Schumacher       | Benetton-Renault   | 71     | + 7.248         | 3    | 6      |
| 3      | 5  | Damon Hill               | Williams-Renault   | 71     | + 22.121        | 2    | 4      |
| 4      | 28 | Gerhard Berger           | Ferrari            | 71     | +1:24.879       | 4    | 3      |
| 5      | 27 | Jean Alesi               | Ferrari            | 71     | + 1:25.429      | 7    | 2      |
| 6      | 30 | Heinz-Harald Frentzen    | Sauber-Ford        | 70     | + 1 volta       | 5    | 1      |
| 7      | 2  | Johnny Herbert           | Benetton-Renault   | 70     | + 1 volta       | 6    |        |
| 8      | 25 | Martin Brundle           | Ligier-Mugen/Honda | 70     | + 1 volta       | 9    |        |
| 9      | 7  | Mark Blundell            | McLaren-Mercedes   | 70     | + 1 volta       | 12   |        |
| 10     | 15 | Eddie Irvine             | Jordan-Peugeot     | 70     | + 1 volta       | 10   |        |
| 11     | 14 | Rubens Barrichello       | Jordan-Peugeot     | 70     | + 1 volta       | 8    |        |
| 12     | 29 | Jean-Christophe Boullion | Sauber-Ford        | 70     | + 1 volta       | 14   |        |
| 13     | 4  | Mika Salo                | Tyrrell-Yamaha     | 69     | + 2 voltas      | 15   |        |
| 14     | 24 | Luca Badoer              | Minardi-Ford       | 68     | + 3 voltas      | 18   |        |
| 15     | 10 | Taki Inoue               | Footwork-Hart      | 68     | + 3 voltas      | 19   |        |
| 16     | 21 | Pedro Paulo Diniz        | Forti-Ford         | 66     | + 5 voltas      | 22   |        |
| 17     | 22 | Roberto Moreno           | Forti-Ford         | 64     | + 7 voltas      | 23   |        |
| Ret    | 17 | Andrea Montermini        | Pacific-Ford       | 53     | Câmbio          | 21   |        |
| Ret    | 8  | Mika Häkkinen            | McLaren-Mercedes   | 44     | Motor           | 13   |        |
| Ret    | 16 | Jean-Denis Délétraz      | Pacific-Ford       | 14     | Cansaço físico  | 24   |        |
| Ret    | 26 | Olivier Panis            | Ligier-Mugen/Honda | 10     | Spun off        | 11   |        |
| Ret    | 23 | Pedro Lamy               | Minardi-Ford       | 7      | Câmbio          | 17   |        |
| Ret    | 3  | Ukyo Katayama            | Tyrrell-Yamaha     | 0      | Colisão         | 16   |        |
| Ret    | 9  | Massimiliano Papis       | Footwork-Hart      | 0      | Câmbio          | 20   |        |
| Fonte: |    |                          |                    |        |                 |      |        |

## Tabela do campeonato após a corrida
| Pos. | Piloto             | Pontos |
| ---- | ------------------ | ------ |
| 1    | Michael Schumacher | 72     |
| 2    | Damon Hill         | 55     |
| 3    | David Coulthard    | 39     |
| 4    | Johnny Herbert     | 38     |
| 5    | Jean Alesi         | 34     |

| Pos. | Construtor       | Pontos |
| ---- | ---------------- | ------ |
| 1    | Benetton-Renault | 100    |
| 2    | Williams-Renault | 88     |
| 3    | Ferrari          | 62     |
| 4    | McLaren-Mercedes | 21     |
| 5    | Sauber-Ford      | 18     |

- Nota: Somente as primeiras cinco posições estão listadas.